# Яманака (езеро)
Вижте пояснителната страница за други значения на Яманака.
Езеро Яманака (на японски: 山中湖, по английската Система на Хепбърн Yamanaka-ko) е най-голямото от Петте езера на Фуджи. Намира се в префектура Яманаши, близо до планина Фуджи, Япония. Яманака се използва за гребане с лодки, уиндсърфинг, водни ски и плуване.